# Ріо-Арріба (округ, Нью-Мексико)
Шаблон:StateAbbr_ 36°31′ пн. ш. 106°42′ зх. д. / 36.51° пн. ш. 106.7° зх. д.
Округ  Ріо-Арріба (англ. Rio Arriba County) — округ (графство) у штаті  Нью-Мексико, США. Ідентифікатор округу 35039.

## Історія
Округ утворений 1852 року.

## Демографія
За даними перепису 
2000 року 
загальне населення округу становило 41190 осіб, зокрема міського населення було 17765, а сільського — 23425.
Серед мешканців округу чоловіків було 20388, а жінок — 20802. В окрузі було 15044 домогосподарства, 10815 родин, які мешкали в 18016 будинках.
Середній розмір родини становив 3,19.
Віковий розподіл населення поданий у таблиці:
| Стать    | До 15 років | 15-21 | 22-29 | 30-39 | 40-49 | 50-65 | 65-85 | Понад 85 |
| -------- | ----------- | ----- | ----- | ----- | ----- | ----- | ----- | -------- |
| Чоловіки | 4831        | 2203  | 2072  | 2996  | 3119  | 3166  | 1835  | 166      |
| Жінки    | 4951        | 2035  | 2077  | 2894  | 3173  | 3184  | 2185  | 303      |

## Суміжні округи
- Арчулета, Колорадо — північ
- Конехос, Колорадо — північ
- Таос — схід
- Мора — південний схід
- Санта-Фе — південь
- Лос-Аламос — південь
- Сандовал — південь
- Сан-Хуан — захід

## Виноски
1. ↑  Population and Housing Unit Estimates. Процитовано 23 грудня 2019.
2. ↑  U.S. Decennial Census. United States Census Bureau. Процитовано 2 січня 2015.
3. ↑  Historical Census Browser. University of Virginia Library. Архів оригіналу за 11 серпня 2012. Процитовано 2 січня 2015.
4. ↑  Population of Counties by Decennial Census: 1900 to 1990. United States Census Bureau. Процитовано 2 січня 2015.
5. ↑  Census 2000 PHC-T-4. Ranking Tables for Counties: 1990 and 2000 (PDF). United States Census Bureau. Процитовано 2 січня 2015.
6. ↑  State & County QuickFacts. United States Census Bureau. Архів оригіналу за 6 червня 2011. Процитовано 30 вересня 2013.(англ.) Наведено за англійською вікіпедією.
7. ↑  American FactFinder. Бюро перепису населення США. Архів оригіналу за 26 лютого 2012. Процитовано 31 січня 2008.

| США | Це незавершена стаття з географії США. Ви можете допомогти проєкту, виправивши або дописавши її. |